# Campeonato Mundial de Atletismo de 2015 - Lançamento de dardo feminino
A prova do arremesso de dardo feminino do Campeonato Mundial de Atletismo de 2015  foi disputada entre 28 e 30 de agosto no Estádio Nacional de Pequim, em Pequim.

## Recordes
Antes desta competição, os recordes mundiais e do campeonato nesta prova eram os seguintes:
| Tipo                  | Atleta            | Distância | Local     | Data                   | Ref |
| --------------------- | ----------------- | --------- | --------- | ---------------------- | --- |
|                       | Barbora Špotáková | 72,28     | Stuttgart | 13 de setembro de 2008 | ver |
| Recorde do campeonato | Osleidys Menéndez | 71,70     | Helsinque | 14 de agosto de 2005   | ver |

## Medalhas
| Ouro                    | Prata           | Bronze                |
| Katharina Molitor (GER) | Lü Huihui (CHN) | Sunette Viljoen (RSA) |

## Cronograma
Todos os horários são locais (UTC+8).
| Data         | Hora  | Evento        |
| ------------ | ----- | ------------- |
| 28 de agosto | 19:00 | Eliminatórias |
| 30 de agosto | 18:45 | Final         |

## Resultados

### Eliminatórias
Qualificação: 63,50 m (Q) e pelo menos 12 melhores (q) avançam para a final. 
| Colocação | Grupo | Atleta                | Nacionalidade  | # 1   | # 2   | # 3   | Marca | Notas |
| --------- | ----- | --------------------- | -------------- | ----- | ----- | ----- | ----- | ----- |
| 1         | B     | Christin Hussong      | Alemanha       | 60.27 | 61.00 | 65.92 | 65.92 | Q, PB |
| 2         | B     | Li Lingwei            | China          | 65.07 |       |       | 65.07 | Q, SB |
| 3         | B     | Barbora Špotáková     | Chéquia        | 60.62 | 65.02 |       | 65.02 | Q     |
| 4         | A     | Brittany Borman       | Estados Unidos | 58.24 | x     | 64.22 | 64.22 | Q     |
| 5         | A     | Christina Obergföll   | Alemanha       | x     | x     | 64.10 | 64.10 | Q     |
| 6         | B     | Elizabeth Gleadle     | Canadá         | 64.02 |       |       | 64.02 | Q     |
| 7         | A     | Sunette Viljoen       | África do Sul  | 63.93 |       |       | 63.93 | Q     |
| 8         | B     | Linda Stahl           | Alemanha       | 62.12 | 61.21 | 63.52 | 63.52 | Q     |
| 9         | A     | Katharina Molitor     | Alemanha       | 60.64 | 59.90 | 63.23 | 63.23 | q     |
| 10        | A     | Lü Huihui             | China          | 59.66 | 63.15 | –     | 63.15 | q     |
| 11        | B     | Sinta Ozoliņa-Kovala  | Letônia        | 62.81 | x     | x     | 62.81 | q, SB |
| 12        | B     | Kara Winger           | Estados Unidos | 61.59 | 62.21 | 59.18 | 62.21 | q     |
| 13        | A     | Madara Palameika      | Letônia        | 59.78 | x     | 62.17 | 62.17 |       |
| 14        | A     | Zhang Li              | China          | 61.29 | 61.80 | 56.23 | 61.80 | SB    |
| 15        | A     | Hanna Hatsko-Fedusova | Ucrânia        | 59.25 | 61.41 | x     | 61.41 | SB    |
| 16        | B     | Marharyta Dorozhon    | Israel         | 61.04 | 59.79 | 60.63 | 61.04 |       |
| 17        | B     | Kathryn Mitchell      | Austrália      | 61.04 | x     | x     | 61.04 |       |
| 18        | B     | Yulenmis Aguilar      | Cuba           | 60.52 | 59.05 | 58.04 | 60.52 |       |
| 19        | A     | Yuki Ebihara          | Japão          | 53.67 | 57.56 | 60.30 | 60.30 |       |
| 20        | A     | Kelsey-Lee Roberts    | Austrália      | 60.18 | 58.03 | 49.78 | 60.18 |       |
| 21        | A     | Tatsiana Khaladovich  | Bielorrússia   | x     | 55.67 | 60.07 | 60.07 |       |
| 22        | B     | Kimberley Mickle      | Austrália      | x     | 59.83 | x     | 59.83 |       |
| 23        | A     | Martina Ratej         | Eslovênia      | 57.13 | 59.76 | x     | 59.76 |       |
| 24        | A     | Vera Rebrik           | Rússia         | 59.67 | x     | 59.35 | 59.67 |       |
| 25        | A     | Jucilene de Lima      | Brasil         | 59.38 | 59.49 | 51.18 | 59.49 |       |
| 26        | A     | Goldie Sayers         | Grã-Bretanha   | 58.28 | 58.11 | x     | 58.28 |       |
| 27        | B     | Flor Ruiz             | Colômbia       | x     | 56.70 | 57.25 | 57.25 |       |
| 28        | B     | Maria Andrejczyk      | Polónia        | 52.86 | 53.44 | 56.75 | 56.75 |       |
| 29        | B     | Ásdís Hjálmsdóttir    | Islândia       | 56.72 | x     | x     | 56.72 |       |
| 30        | B     | Mariya Abakumova      | Rússia         | 56.08 | 55.69 | x     | 56.08 |       |
| 31        | A     | Sanni Utriainen       | Finlândia      | 54.57 | 55.56 | x     | 55.56 |       |
| 32        | B     | Kateryna Derun        | Ucrânia        | x     | 53.49 | x     | 53.49 |       |

### Final
A final ocorreu às 18:45.
| Colocação         | Atleta               | Nacionalidade  | # 1   | # 2   | # 3   | # 4   | # 5   | # 6   | Marca | Notas |
| ----------------- | -------------------- | -------------- | ----- | ----- | ----- | ----- | ----- | ----- | ----- | ----- |
| Medalha de ouro   | Katharina Molitor    | Alemanha       | 60.84 | 61.37 | 64.74 | 61.86 | 62.13 | 67.69 | 67.69 | WL    |
| Medalha de prata  | Lü Huihui            | China          | 63.80 | x     | 64.72 | 59.65 | 66.13 | 63.72 | 66.13 | AS    |
| Medalha de bronze | Sunette Viljoen      | África do Sul  | 60.18 | 63.09 | 62.93 | 65.79 | 62.11 | 60.11 | 65.79 |       |
| 4                 | Christina Obergföll  | Alemanha       | x     | 61.04 | 64.61 | x     | 62.51 | x     | 64.61 | SB    |
| 5                 | Li Lingwei           | China          | 64.10 | 62.56 | 61.94 | x     | 62.87 | x     | 64.10 |       |
| 6                 | Christin Hussong     | Alemanha       | x     | 59.98 | 62.94 | 62.98 | x     | x     | 62.98 |       |
| 7                 | Sinta Ozoliņa-Kovala | Letônia        | 62.20 | 60.56 | x     | 58.88 | x     | x     | 62.20 |       |
| 8                 | Kara Winger          | Estados Unidos | 58.55 | 60.63 | 60.88 | 59.34 | 59.28 | x     | 60.88 |       |
| 9                 | Barbora Špotáková    | Chéquia        | x     | 59.54 | 60.08 |       |       |       | 60.08 |       |
| 10                | Linda Stahl          | Alemanha       | 58.82 | 59.69 | 59.88 |       |       |       | 59.88 |       |
| 11                | Elizabeth Gleadle    | Canadá         | 59.78 | 59.82 | x     |       |       |       | 59.82 |       |
| 12                | Brittany Borman      | Estados Unidos | 57.96 | 58.26 | 57.86 |       |       |       | 58.26 |       |

Legenda
| Recorde mundial       | Recorde mundial (World record)               |                       | Recorde africano                      | Recorde africano (African) |                                           | Q | Classificado por posição (Qualified) |
| Recorde do campeonato | Recorde do campeonato (Championship record)  | Recorde da América    | Recorde da América (Americas)         | q                          | Classificado por melhor tempo (Qualified) |   |                                      |
| Melhor marca do ano   | Melhor marca do ano (World leading)          | Recorde asiático      | Recorde asiático (Asian)              | DNS                        | Não largou (Did not start)                |   |                                      |
| Recorde nacional      | Recorde nacional (National record)           | Recorde europeu       | Recorde europeu (European)            | DNF                        | Não terminou (Did not finish)             |   |                                      |
| Recorde pessoal       | Recorde pessoal do atleta (Personal best)    | Recorde da Oceania    | Recorde da Oceania (Oceania)          | DSQ / DQ                   | Desclassificado (Disqualified)            |   |                                      |
| Recorde da temporada  | Recorde da temporada do atleta (Season best) | Recorde sul-americano | Recorde sul-americano (South America) | NM                         | Sem marca (No mark)                       |   |                                      |